# Vilim I., grof Neversa
Vilim I. (o. 1029. — 20 lipnja 1100.) bio je grof Neversa, sin Renaulda I. i Hedvige Francuske.
Vilim se oženio Ermengardom, kćerju Renaulda, grofa Tonnerrea. Ermengardina i Vilimova djeca:
- Renauld II., grof Neversa
- Vilim II., grof Tonnerrea
- Robert, biskup Auxerrea
- Ermengarda
- Helvisa